# Antinevtron
Antinevtron (oznaka {\displaystyle {\bar {n}}\!\,}) je antidelec nevtrona. Najde se ga tudi v standardnem modelu. Ima enako maso kot nevtron, podobno kot nevtron nima naboja. Ima pa nasprotno barionsko število (−1, nevtron ima barionsko število +1). Antinevtron je sestavljen iz antikvarkov. Sestavljajo ga en antikvark u in dva antikvarka d.
Antinevtron nima naboja, zato se ga lahko opazuje samo posredno (s pomočjo rezultatov anihilacije).

## Odkritje
Antinevtron je odkril Bruce Cork (1915–1994) leta 1956 v Lawrencovem narodnem laboratoriju v Berkeleyu (to je bilo eno leto po odkritju antiprotona ).

## Magnetni moment
Magnetni moment antinevtrona je nasproten (po velikosti pa je enak) magnetnemu momentu nevtrona. Enak je 1,91 µN (jerdrskega magnetona) (nevtron ima magnetni moment enak -1,91 µN).